# テ・ワヒポウナム-南西ニュージーランド
テ・ワヒポウナム-南西ニュージーランド（テ・ワヒポウナムなんせいニュージーランド）はニュージーランドにあるユネスコの世界遺産（自然遺産）。

## 概要
テ・ワヒポウナムは、マオリ語で「グリーンストーン（翡翠）の産地」を意味する名称である。公園内にはクック山など大きな山が広がり、いわゆる南アルプス山脈を形成し、壮大な光景が広がる。また海岸部には1万4千年前の氷河期に形成されたフィヨルド、ミルフォード・サウンドがある。その自然は非常に厳しく、テ・ワヒポウナムへの調査は1960年代にようやく始まった。他には海成段丘、U字谷、モレーン、懸谷、カールなどの氷河地形も発達している。
一帯の約2/3の面積、特に海成段丘はナンキョクブナ属とマキ科の針葉樹の温帯雨林に覆われており、中には樹齢が800年を超える木や世界最小の針葉樹のLepidothamnus laxifoliusもある。ニュージーランドは有袋類や他の哺乳類が出現する前にゴンドワナ大陸から分離したため、世界で唯一の高山性オウムであるミヤマオウム、飛べない鳥のタカヘ、キーウィ、オカリトキーウィ、そしてキイロモフアムシクイ、カカ、キガシラアオハシインコ、チャイロコガモなど、長期間の隔絶および捕食者の不在によるゴンドワナ大陸古代生物相の残存固有種や肉食性のカタツムリが生息しており、非常に興味深い側面を持つ自然地帯である。
世界で最も重いオウムであるフクロウオウムも過去にこの地域に生息していたが、現在は南島本土から絶滅し、沖合の離島にしか生息していない。また、外来種のアカシカ、ワピチ、ダマジカ、ヤギ、シャモア、タール、フクロギツネ、ウサギ、イタチ科、齧歯類などの侵入は植生または鳥類の生息に悪影響を及ぼしているため、管理側は商業狩猟または除去のプログラムを実施している。

## 登録経緯
- フィヨルドランド国立公園（12,519 km²）が1952年国立公園に登録。
- アオラキ/マウント・クック国立公園（707 km²）が1953年国立公園に登録。
- ウエストランド国立公園（1,175 km²）が1960年国立公園に登録。
- マウント・アスパイアリング国立公園（3,555 km²）が1964年に登録。
- 1990年、以上が周辺の地域とともに世界遺産に登録された。

## 登録基準
この世界遺産は世界遺産登録基準のうち、以下の条件を満たし、登録された（以下の基準は世界遺産センター公表の登録基準からの翻訳、引用である）。
- (7) ひときわすぐれた自然美及び美的な重要性をもつ最高の自然現象または地域を含むもの。
- (8) 地球の歴史上の主要な段階を示す顕著な見本であるもの。これには生物の記録、地形の発達における重要な地学的進行過程、重要な地形的特性、自然地理的特性などが含まれる。
- (9) 陸上、淡水、沿岸および海洋生態系と動植物群集の進化と発達において進行しつつある重要な生態学的、生物学的プロセスを示す顕著な見本であるもの。
- (10) 生物多様性の本来的保全にとって、もっとも重要かつ意義深い自然生息地を含んでいるもの。これには科学上または保全上の観点から、すぐれて普遍的価値を持つ絶滅の恐れのある種の生息地などが含まれる。

## 地域の遺産
- フィヨルドランド国立公園（世界最大とも言われる国立公園）
  - ミルフォード・サウンド
  - ダウトフル・サウンド
  - ダスキー・サウンド
  - テ・アナウ湖
  - マナポウリ湖
  - マノワイ湖 w:Lake Monowai
  - ハウロコ湖 w:Lake Hauroko
  - ポテリテリ湖 w:Lake Poteriteri
  - サザーランド滝 w:Sutherland Falls
  - ブラウン滝 w:Browne Falls
  - セクレタリー島 w:Secretary Island, New Zealand
  - レゾリューション島 w:Resolution Island, New Zealand
  - ケプラー山
  - マーチソン山
- アオラキ/マウント・クック国立公園
  - クック山(3,754 m、ニュージーランド最高峰)
  - タスマン氷河
  - タスマン山 w:Mount Tasman
- ウエストランド国立公園 
  - サザン・アルプス w:Southern Alps
  - フランツ・ジョセフ氷河
  - フォックス氷河

- マウント・アスパイアリング国立公園 
  - アスパイアリング山（3,027 m）
  - ロブロイ氷河

### 自然保護区
- ワイタンギロト自然保護区
- ワイルダーネス自然保護区

### 自然科学保護区
- ゴージ・ヒル自然科学保護区
- ランパーツ自然科学保護区
- テ・アナウ自然科学保護区

### 景観保護区
- ジャコブズ川景観保護区
- カランガルア橋景観保護区
- モエラキ湖景観保護区
- パリンガ湖景観保護区
- ロトキノ湖景観保護区
- マヒタヒ景観保護区
- オクル景観保護区
- パリンガ橋景観保護区
- ロフトゥ景観保護区
- ソルトウォーター・ラグーン景観保護区
- エグザイル景観保護区
- トアロナ・クリーク景観保護区
- ワイタンギタオナ景観保護区

### 野生生物管理保護区
- ダイアモンド湖野生生物管理保護区
- プラット湖野生生物管理保護区
- オカリト・ラグーン野生生物管理保護区
- ホワイト・ヘロン・ラグーン野生生物管理保護区

### 環境地区
- ディガーズ・リッジ環境地区
- リルバーン環境地区
- ソルトウォーター・ラグーン環境地区
- オロコ・スワンプ環境地区
- ワイコタウ環境地区

### 国立公園特別地区
- セクレタリー島国立公園特別地区
- シンバッド・ガリー・ストリーム国立公園特別地区
- ソランダー島国立公園特別地区
- タカヘ・フィヨルドランド国立公園特別地区
- スリップ・ストリーム国立公園特別地区

### 国立公園原生地区
- グレインズノック国立公園原生地区
- ペンブローク国立公園原生地区

### 原生地区
- フッカー/ランズボロ原生地区

### 私有地
- チャップマン保護区